# Corín Tellado
María del Socorro Tellado López, conocida por el nombre artístico Corín Tellado (Viavélez, Asturias, 25 de abril de 1927-Gijón, 11 de abril de 2009), fue una escritora española de literatura romántica muy prolífica, con alrededor de 5000 novelas y relatos en su haber entre 1946 y 2009, que fue traducida a 27 idiomas. El haber vendido más de 400 000 000 de ejemplares de sus novelas la llevó a ser reconocida como la autora más vendida en idioma español según el Libro Guinness de los récords de 1994, y ya en 1962 la Unesco la había declarado la escritora española más leída después de Miguel de Cervantes. Sus obras continúan siendo reeditadas en formato digital.

## Biografía
María del Socorro Tellado López nació el 25 de abril de 1927 en Viavélez, parroquia de La Caridad, en el municipio de El Franco (Asturias, España). Fue la única mujer entre los cinco hijos del matrimonio formado por un ama de casa y un maquinista naval de la Marina Mercante. De pequeña era conocida con el apodo de Socorrín, de donde surgió el hipocorístico Corín.
En 1939, tras la guerra civil española, su padre fue ascendido a primer oficial y la familia se instaló en Cádiz. Estudió en un colegio de monjas. Se recordaba a sí misma como una muchacha "muy vergonzosa, muy tímida, que ni siquiera jugaba en los recreos", pero una compañera de la época, Ana María Morgado, la recordó como una adolescente "muy lanzada, que montaba en bicicleta cuando estaba mal visto y que fumaba cigarrillos a escondidas".
Leía muchísimo, en especial a Alejandro Dumas, a Balzac y a otros clásicos franceses. De los españoles admiró sobre todo a Miguel Delibes, y también conocía las novelas eróticas de Pedro Mata. Aunque además de lectora, fue una narradora nata, pero no fue hasta después de que uno de sus hermanos escribiera una novela que ella decidiera que podía hacerlo mejor y descubrió que tenía facilidad para escribir historias de un tirón.
En 1945 murió su padre y comenzaron los problemas económicos de la familia. El librero que la surtía de novelas en Cádiz se enteró de que escribía novelas y la puso en contacto con la Editorial Bruguera que buscaba siempre nuevos autores. El 12 de octubre de 1946 se publicó Atrevida apuesta, novela por la que la Editorial Bruguera le pagó 3000 pesetas (una cantidad importante en la época); y que actualmente roza las 36 reimpresiones. Como su segunda novela fue rechazada, Corín estuvo a punto de colocarse en una zapatería, cosa que no llegó a concretar, ya que logró vender alguna novela más. Comenzó a publicar también novelas para la editorial Cies, y al año siguiente la editorial Bruguera la incluyó en su nómina de escritores y le encargó una novela corta a la semana (los autores cobraban por obra entregada, no por número de ventas). Presumía de ser capaz de escribir una novela en poco más de dos días, siendo extremadamente prolífica desde los inicios de su carrera. Disciplinada, se levantaba a las 5 de la mañana y siempre tenía escritas sus obras mucho antes de los plazos fijados. Sus novelas cortas románticas —unas cien páginas— son recibidas con sumo agrado por un nutrido número de lectores, y arrasan de manera cada vez más ascendente, teniendo que ser reeditadas. Además, las novelas denominadas de bolsillo eran cambiadas habitualmente en los puntos de venta, por lo que eran leídas por varios compradores, con lo que el número real de lectores era muy superior. Aunque empezó a estudiar Psicología, no terminó la carrera.
En 1948 regresó a Viavélez con su madre y desde entonces vivió en Asturias, aunque en 1951 se trasladó a vivir a Gijón, de donde ya no se movería. Ese año la revista Vanidades, de gran difusión en toda Hispanoamérica, firmó un contrato con Corín Tellado para que le entregara dos novelas cortas e inéditas al mes: la tirada de la revista pasó de 16 000 a 68 000 ejemplares quincenales.
En 1959, Corín se casó en Covadonga con el vasco Domingo Egusquizaga Sangroniz, a su decir por despecho y sin amor, y harta de pagar bodas de familiares. Al año siguiente nació su primera hija, Begoña, y en 1961 su hijo Domingo. En septiembre de 1962 decidió separarse de su marido, de quien dijo que no era un mal hombre, pero que dado que era ella quien se ocupaba de los niños además de sostener económicamente la familia, ya que él no tenía intención de trabajar, la convivencia le resultaba insostenible. Ella se hizo cargo de los hijos, de los que su marido se desentendió, aunque no llegarían a divorciarse nunca.
En 1962 la UNESCO declaró que Corín Tellado era la autora más leída en castellano después de Cervantes. Poco después firmó un contrato en exclusiva con Bruguera por 150 000 pesetas. Pero en 1964, tras desavenencias con dicha editorial, que a pesar de la ingente producción de la autora comenzó a reeditar sus obras bajo diferente título sin consultarla, finalmente esa y otras desavenencias llevaron a la escritora a decidir no continuar su contrato. 

Esta avalancha de viejas novelas publicadas como si fueran nuevas, cambiándoles el título, me desacreditaba. Algunas lectoras me escribían llamándome estafadora.
Corín Tellado

Al año siguiente empezó a trabajar en la Editorial Rollán, la cual publicó una colección de novelas certificadas como "inéditas". En julio de 1966 falleció su madre. A fines de año apareció Corín Ilustrada, colección quincenal de adaptaciones a fotonovelas de sus novelas. De la primera, Eres una aventurera, se vendieron 750 000 ejemplares en una semana.
En 1968 Andrés Amorós publicó Sociología de una novela rosa basándose en diez títulos suyos y la obra de la autora se tradujo a numerosas lenguas.
En 1973 la Editorial Bruguera ganó un pleito contencioso contra su antigua autora, quien se vio obligada a pagarle 365 millones de pesetas y a trabajar en exclusiva para dicha editorial hasta 1990.
En 1975 el escritor Guillermo Cabrera Infante estudió su obra en un capítulo de su libro O. Describió a Corín como «la inocente pornógrafa», por su capacidad para describir la pasión sin escenas de sexo. Cabrera Infante, dijo que la lectura de sus novelas fue determinante para su posterior dedicación a la escritura. Le dijo a la autora: "Conozco muchas novelas tuyas, que he leído por obligación pero también con gusto. Esas novelas tuyas aparecían periódicamente en la revista Vanidades, de La Habana. Donde yo trabajaba por entonces de corrector de pruebas, razón que justifica esa necesidad de leer todos tus textos, que me gustaban mucho".
En 1977 Corín se estrenó en el serial radiofónico con Lorena, historia de una chica de alterne, pero sus alusiones políticas fueron censuradas. Entre 1978 y 1979, bajo el seudónimo de Ada Miller Leswy y Ada Miller, Corín publicó en Bruguera 26 novelas eróticas de bolsillo en la colección Especial Venus simuladamente traducidas del inglés.
En 1981 viajó a Chile invitada y se dio cuenta de su enorme popularidad en América.
En 1986 se hundió la editorial Bruguera, por lo que la escritora quedó libre de su contrato de exclusividad, que la había tenido presa durante 24 años. Empezó a escribir cuentos de literatura juvenil para las editoriales Júcar y Cantábrico. En 1992 publicó su primera novela larga, Lucha oculta (no confundir con la novela corta del mismo título publicada en 1958), que la autora consideraba su favorita. Posteriormente publicó otra narración extensa, Amargos sentimientos. Aunque la autora se quejaba de que le resultaba muy difícil vender obras que no fueran sus clásicas novelas rosas cortas.  
En 1989, un diccionario enciclopédico acreditó que llevaba ya escritas 2243 novelas, aunque seguramente sus obras publicadas eran casi el doble si se cuentan sus relatos para Vanidades.

He sacrificado mi vida a la literatura. Me hice daño a mí misma. Pero dejaré de escribir, cuando me caiga la cabeza sobre la máquina. Yo no me rindo.
Corín Tellado

Desde 1995 se sometía a tres sesiones de diálisis peritoneal por semana, aunque eso no le impidió seguir escribiendo dictando a su nuera. En el año 2000 publicó su primera obra en Internet, Milagro en el camino.
En 2008 se adhirió a la campaña Doi la cara pola oficialidá, en favor del reconocimiento del asturiano como lengua cooficial de Asturias.
El 11 de abril de 2009 falleció en su domicilio de Gijón, a los 81 años de edad, tras sufrir un infarto cerebral. Dejó tres novelas inéditas sin publicar. Sus obras continúan reeditándose en formato digital, por lo que es posible encontrar incluso muchas de sus novelas más antiguas.

## Obra literaria
Corín Tellado es la autora más famosa, además de prolífica y vendida, de la literatura popular española. Publicó unos 5000 títulos, algunos de las cuales fueron traducidos a 27 idiomas y llevados al cine, radio y televisión. Figura en el Libro Guinness de Récords 1994 (edición española) como la autora más vendida en lengua castellana por haber vendido 400 000 000 de ejemplares de sus novelas, y ya en 1962 la UNESCO la había declarado la escritora española más leída después de Miguel de Cervantes. Mario Vargas Llosa afirmó: "La vasta producción de Corín Tellado quedará como muestra de un fenómeno sociocultural". Escribió casi exclusivamente novela rosa, pero también fotonovelas, novelas infantiles y otras obras. Sus obras tuvieron un éxito especial en Latinoamérica, donde impulsaron la creación de la telenovela y el serial televisivo.
A pesar de ser su máxima representante, ella no consideraba que escribía "novela rosa" o romántica.

Ni soy romántica ni escribo novelas románticas. Soy positiva y sensible, y escribo novelas de sentimientos, que no es lo mismo. Para mí, la novela puede ser sentimental, no me molesta que me encasillen en la novela rosa, pero es evidente que muchos ignoran que la denominación rosa procede de cuando las tapas de la novela eran de ese color. El amor nunca pasa de moda y aunque mis novelas puedan parecerse entre sí, todas son diferentes. El desamor es lo que más está presente en ellas.
Corín Tellado

La propia autora afirmaba que su estilo se perfiló gracias a la censura de la España franquista, que expurgó sus novelas de forma inmisericorde; además, todas debían terminar inevitablemente en boda.

A insinuar me enseñó la censura, porque decía las cosas claras y eso me lo rechazaban. Hubo meses que me rechazaron hasta 4 novelas. Algunas novelas venían con tantos subrayados que apenas quedaba letra en negro. Me enseñaron a insinuar, a sugerir más que a mostrar. Aprendí a contar lo mismo pero con sutileza, así nunca me dejé nada por decir.
Corín Tellado

Otra diferencia con las escritoras europeas del género romántico, es que las novelas de Corín Tellado transcurren en la actualidad y no en otras épocas, casi siempre ambientaba sus novelas en España, Inglaterra o Estados Unidos si el argumento lo requería. Le gustaba mostrar los perjuicios y presiones sociales a los que las mujeres y hombres debían enfrentarse. Sus mujeres, considera Rosa Pereda, "tienen más aristas, son más broncas y más parecidas a las que yo he conocido más, a las que no nos queda más remedio que ser". De ahí su gran poder para identificarse con sus contemporáneas. Al menos uno de sus protagonistas tenía dinero o era de alta posición social, pero debían valorar los sentimientos. Su fuerte, aparte de su gran facilidad para desarrollar argumentos interesantes, es el análisis de los sentimientos. La descripción en sus novelas es mínima y el estilo es directo. La clave de todo era la temperatura sentimental.

Yo hilvano un argumento en 5 minutos. Las historias de la vida cotidiana me inspiran. Yo recopilo las vivencias de la calle y las acoplo a mis cosas. Mis personajes tienen una tremenda humanidad. Hay muchas chicas que en la vida real han vivido lo que viven mis personajes. Yo adorno con fantasía las realidades, siempre escribo de gente de la alta sociedad, rodeada de lujos.
Corín Tellado

Al momento de su deceso su literatura había evolucionado con los tiempos, sabiendo reflejar la realidad social contemporánea, tratando temas como la independencia económica femenina, el maltrato, la infertilidad o la drogadicción.
En 2021, Planeta cedió los derechos de sus novelas a la cadena estadounidense Telemundo, con el fin de trasladar sus obras al formato audiovisual.
En 2024, se reeditó en formato libro 'Milagro en el camino', la que sería su última novela, publicada por entregas en El Comercio entre agosto y septiembre de 2008.

## Adaptaciones
Muchas de sus obras fueron adaptadas a la radio, al cine y a la televisión.

### Cine
- Tengo que abandonarte (1969) Dirigida por Antonio del Amo.
- Notre marriage: Mi boda contigo (1984) Dirigida por Valeria Sarmiento.

### Televisión
- Diario de una enfermera (1966) Dirigida por Luis Eduardo Gutiérrez (Rebeca López y Enrique Tobón)
- El enigma de Diana (1967) Dirigida por Luis Eduardo Gutiérrez (Raquel Ércole y Julio César Luna)
- Pecar por amor (1988)
- Te ayudaré siempre (1988)
- Si no fueras tú (1988)
- Nunca te engañé (1988)
- Mentira sentimental (1988)
- Así aprendí a quererte (1988)
- El amor llegó más tarde (1988)
- La conciencia de Lucía (1989) Dirigida por Gabriel Suau (Giselle Blondet y Carlos Vives)
- En aquella playa... (1989) Dirigida por Gabriel Suau (Rudy Rodríguez y Osvaldo Ríos)
- Mentira sentimental (1989) Dirigida por Gabriel Suau (Lourdes Morán y Rafael José)
- Aquel bello amanecer (1989) Dirigida por Álvaro Tavera (Marisol Correa y José Luis Paniagua)
- Encuentro final (1990) Dirigida por  Martha Reguera (Silvian Rada y Arturo Bonin)
- Juego de amor (1991) Dirigida por Miguel Varoni (Patricia Díaz y José Luis Paniagua)
- Milagro de amor (1992) Dirigida por Pablo Alarcón (Claribel Medina y Pedro Juan Figueroa)
- Un novio original (1993) Dirigida por Felipe González (Margarita Durán y Víctor Hugo Ruiz)
- El primer amor (1994) Dirigida por Ignacio Agüero (Paulina Urrutia y Juan Falcón)
- Tu silencio y el mío (1995) Dirigida por Vicente Sabatini (Lorene Prieto y José Manuel Secall)
- Tu pasado me condena (1996)
- Ambiciones (1997) Serie de 55 Capítulos.
- Matrimonio por poder (1997)

Durante toda la década de 1990 la programadora colombiana Jorge Baron Television hizo un dramatizado con varias de sus obras en un solo capítulo.

## Reconocimientos y galardones
- 1995: nombrada Hija Predilecta del municipio de El Franco.[6]
- 1998: Medalla de Oro al Mérito en el Trabajo.
- 1999: Medalla de Asturias.[7]
- 2024: con motivo del decimoquinto aniversario de su muerte se realiza un homenaje promovido por el Aula de Cultura de El Comercio en colaboración con el Ayuntamiento de Gijón.[8]